# Wagneriana jelskii
Wagneriana jelskii là một loài nhện trong họ Araneidae.
Loài này thuộc chi Wagneriana. Wagneriana jelskii được Władysław Taczanowski miêu tả năm 1873.